# Élections régionales de 2024 en Basilicate
Les élections régionales de 2024 au Basilicate (en italien : Elezioni regionali in Basilicata del 2024) se tiennent les 21 et 22 avril 2024 afin d'élire le président de la junte régionale et les 20 autres membres de la XIIe législature du conseil régional du Basilicate pour un mandat de cinq ans.
La coalition de centre droit du président sortant Vito Bardi conserve sa majorité.

## Mode de scrutin
Le président de la région est élu au scrutin uninominal majoritaire à un tour. Le président élu tout comme le candidat à la présidence arrivé second siègent au conseil régional. Les 19 autres sièges sont répartis proportionnellement par rapport aux résultats des listes des deux provinces de Potenza et Matera.
La nouvelle loi électorale voit l'utilisation du Scrutin proportionnel plurinominal avec un seuil de 3 % pour les partis et de 8 % pour les coalitions. Dans le cas où une coalition n'atteint pas 8 % des voix, les listes qui la compose ayant obtenu plus de 4% des voix sont néanmoins représentées. Si une coalition reçoit plus de 30% des voix, les partis reçoivent collectivement une prime majoritaire de 11 à 14 sièges, soit 55 à 67 % du total. Le siège attribué au candidat à la présidence arrivé second est pris sur le parti ayant remporté un siège avec le moins de suffrages parmi ceux de la liste le soutenant.
L'électeur peut exprimer jusqu'à 2 votes préférentiels, le deuxième étant obligatoirement en faveur d'un candidat de sexe différent du premier. À défaut, la préférence n'est pas prise en compte. La nouvelle loi électorale inclut également l'obligation pour chaque liste de ne pas présenter plus de 60% de candidats du même sexe, et abolit la pratique du panachage en interdisant le vote séparé pour un président et une liste de conseillers d'appartenance politique différente.

### Répartition des sièges
| Provinces                 | Sièges | +/-           |
| ------------------------- | ------ | ------------- |
| Matera                    | 7      | en stagnation |
| Potenza                   | 12     | en stagnation |
| Candidats à la présidence | 2      | en stagnation |
| Total                     | 21     | en stagnation |
|                           |        |               |

## Résultats
|                        |                        |            |            |                      |                            |                       |         |         |               |               |               |       |  |  |
| Présidence             | Présidence             | Présidence | Présidence | Présidence           | Conseil                    | Conseil               | Conseil | Conseil | Conseil       | Conseil       | Conseil       | Total |  |  |
| Candidats              | Candidats              | Votes      | %          | Élus                 | Partis                     | Partis                | Votes   | %       | +/-           | Sièges        | +/-           | Total |  |  |
|                        | Vito Bardi (FI)        | 153 088    | 56,63      | 1                    |                            | Frères d'Italie (FdI) | 45 458  | 17,39   | 11,48         | 4             | 3             |       |  |  |
|                        | Vito Bardi (FI)        | 153 088    | 56,63      | 1                    | Forza Italia (FI)          | 34 018                | 13,01   | 3,87    | 3             | en stagnation |               |       |  |  |
|                        | Vito Bardi (FI)        | 153 088    | 56,63      | 1                    | Ligue (Lega)               | 20 430                | 7,81    | 11,34   | 2             | 4             |               |       |  |  |
|                        | Vito Bardi (FI)        | 153 088    | 56,63      | 1                    | Action (Az)                | 19 646                | 7,51    | Nv.     | 2             | 2             |               |       |  |  |
|                        | Vito Bardi (FI)        | 153 088    | 56,63      | 1                    | Fierté lucanienne (av. IV) | 18 371                | 7,03    | Nv.     | 1             | 1             |               |       |  |  |
|                        | Vito Bardi (FI)        | 153 088    | 56,63      | 1                    | Liste commune UdC-DCR-PU   | 6 636                 | 2,54    | Abs.    | —             | en stagnation |               |       |  |  |
|                        | Vito Bardi (FI)        | 153 088    | 56,63      | 1                    | Basilicate véritable       | 5 822                 | 2,23    | Nv.     | —             | en stagnation |               |       |  |  |
| Total Centre-droit     | Total Centre-droit     | 153 088    | 56,63      | 1                    | 150 381                    | 57,46                 | 15,10   | 12      | en stagnation | 13            |               |       |  |  |
|                        | Piero Marrese (PD)     | 113 979    | 42,16      | 1                    |                            | Parti démocrate (PD)  | 36 254  | 13,87   | 6,12          | 2             | en stagnation |       |  |  |
|                        | Piero Marrese (PD)     | 113 979    | 42,16      | 1                    | Basilicate, maison commune | 29 228                | 11,18   | Nv.     | 2             | 2             |               |       |  |  |
|                        | Piero Marrese (PD)     | 113 979    | 42,16      | 1                    | Mouvement 5 étoiles (M5S)  | 20 026                | 7,66    | 12,68   | 2             | 1             |               |       |  |  |
|                        | Piero Marrese (PD)     | 113 979    | 42,16      | 1                    | Liste commune AVS-PSI-Pos. | 15 144                | 5,79    | 4,07    | 1             | 1             |               |       |  |  |
|                        | Piero Marrese (PD)     | 113 979    | 42,16      | 1                    | Basilicate unie (av. +Eu)  | 7 483                 | 2,86    | Nv.     | —             | en stagnation |               |       |  |  |
| Total Centre-gauche    | Total Centre-gauche    | 113 979    | 42,16      | 1                    | 108 135                    | 41,40                 | 16,24   | 7       | en stagnation | 8             |               |       |  |  |
|                        | Eustachio Follia       | 3 269      | 1,21       | —                    |                            | Volt Italie (Volt)    | 2 947   | 1,13    | Nv.           | 0             | en stagnation | 0     |  |  |
|                        |                        |            |            |                      |                            |                       |         |         |               |               |               |       |  |  |
| Votes valides          | Votes valides          | 270 336    | 95,56      |                      | Votes valides              | Votes valides         | 261 463 | 92,43   |               |               |               |       |  |  |
| Votes blancs et nuls   | Votes blancs et nuls   | 12 550     | 4,44       | Votes blancs et nuls | Votes blancs et nuls       | 21 423                | 7,57    |         |               |               |               |       |  |  |
| Total candidats        | Total candidats        | 282 886    | 100        | 2                    | Total partis               | Total partis          | 282 886 | 100     | -             | 19            | en stagnation | 21    |  |  |
| Abstentions            | Abstentions            | 285 053    | 50,19      |                      |                            |                       |         |         |               |               |               |       |  |  |
| Inscrits/Participation | Inscrits/Participation | 567 939    | 49,81      |                      |                            |                       |         |         |               |               |               |       |  |  |